# Amphipyra brunneoatra
Amphipyra brunneoatra är en fjärilsart som beskrevs av Embrik Strand 1916. Amphipyra brunneoatra ingår i släktet Amphipyra och familjen nattflyn. Inga underarter finns listade i Catalogue of Life.